# RAL

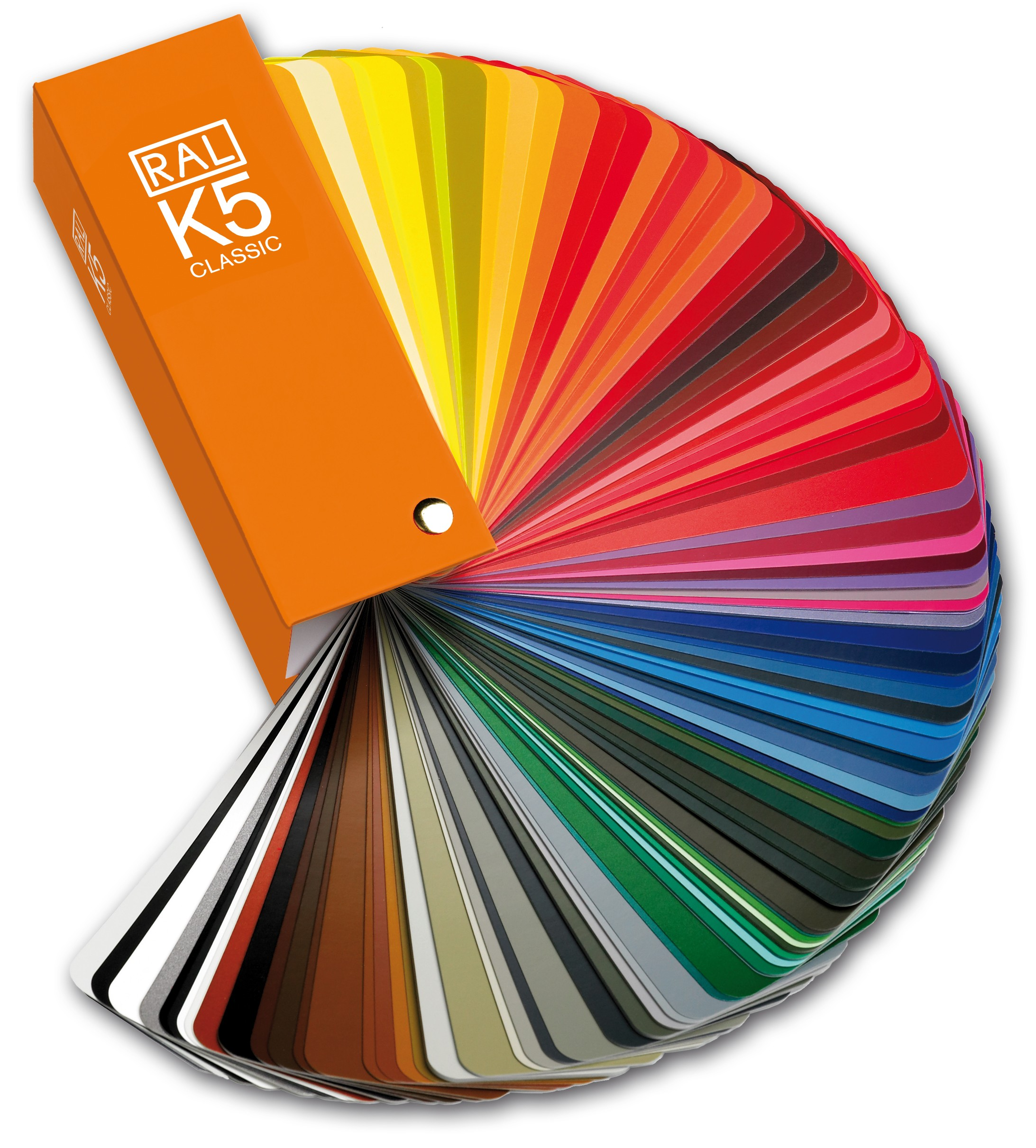

RAL – system oznaczania barw oparty na porównaniu z wzorcami. W ten sposób oznacza się barwy farb do metalu, lakierów samochodowych w aerozolu, samoprzylepnych folii PVC stosowanych przez plastyków i wiele innych zastosowań, w tym także farb mieszanych komputerowo, niezależnie od ich producentów. Nazwa RAL to skrót zaczerpnięty od nazwy niemieckiej instytucji utworzonej w latach dwudziestych XX wieku: Reichsausschuss für Lieferbedingungen, od roku 1980 nazywanego: Niemieckim Instytutem Jakości i Oznaczeń RAL Deutsches Institut für Gütesicherung und Kennzeichnung e. V. Jednym z zadań tego instytutu jest systematyzacja opisu barw do zastosowań przemysłowych i handlu. Za jakość odwzorowania barw we wzornikach przez 75 lat odpowiedzialna była jedna firma zajmująca się ich wytwarzaniem, Muster-Schmidt założona w Berlinie w 1905 roku. System powstał w 1927 r. i początkowo zawierał 30 barw, obecnie systematyzuje ich ponad 200. System nie nawiązuje do innych modeli barwnych, barwy zostały wyznaczone arbitralnie. Dla odróżnienia od innych, rozbudowanych systemów oznaczania barw, nazwany został RAL CLASSIC.
Oznaczenie składa się z napisu „RAL” i czterech cyfr:
- RAL 10xx – grupa odcieni żółtych
- RAL 20xx – grupa odcieni pomarańczowych
- RAL 30xx – grupa odcieni czerwonych i różowych
- RAL 40xx – grupa odcieni purpurowych i fioletowych
- RAL 50xx – grupa odcieni niebieskich
- RAL 60xx – grupa odcieni zielonych
- RAL 70xx – grupa odcieni szarych
- RAL 80xx – grupa odcieni brązowych
- RAL 90xx – grupa odcieni białych i czarnych.

Dodatkowo stworzono bardziej dokładny model nazwany RAL DESIGN, który obejmuje 1825 barw (przed rokiem 2018, liczba barw wynosiła 1625) i systematyzuje je z uwzględnieniem doświadczalnie zmierzonej jasności i nasycenia.
Notacja barw w RAL Design System to kod numeryczny, który składa się z napisu „RAL” i siedmiu cyfr np.: RAL 210 60 30, gdzie 210 to odcień (Hue), 60 to jasność (Lightness), a 30 to chrominancja (Chroma), co ilustruje położenie w przestrzeni barw CIE LCH.